# Hugh Fisher
Hugh Fisher est un canoéiste canadien d'origine néo-zélandaise. Il est retraité depuis 1992.

## Palmarès
Jeux olympiques
- en K-2, 1000 mètres aux Jeux olympiques de Los Angeles (avec Alwyn Morris)
- en K-2, 500 mètres aux Jeux olympiques de Los Angeles

Championnats du monde
- Médaille d'argent en K-2 1000 mètres aux Championnats du monde 1982 à Belgrade ( Serbie)
- Médaille de bronze en K-2 500 mètres aux Championnats du monde 1983 à Tampere ( Finlande)

## Récompenses
En 1985, Fisher reçoit l'Ordre du Canada.